# Лука Гагнідзе
Лука Гагнідзе (груз. ლუკა გაგნიძე, нар. 28 лютого 2003, Кутаїсі, Грузія) — грузинський футболіст, опорний півзахисник російського клубу «Динамо» (Москва) та молодіжної збірної Грузії.

## Ігрова кар'єра

### Клубна
Лука Гагнідзе є вихованцем тбіліського «Динамо», де пройшов шлях від дитячої команди до основи. 3 листопада Лука дебютував у першій команді в чемпіонаті Грузії. У тому ж сезоні він разом з командою завоював титул чемпіона країни.
У липні 2021 року Гагнідзе підписав п'ятирічний контракт з московським «Динамо» і майже одразу відправився в оренду у клуб РПЛ «Урал». У березні 2022 року Гагнідзе призупинив дію контракту з російським клубом і перейшов на правах оренди до польського «Ракува». Перед початком сезону 2022/23 Гагнідзе повернувся до московського «Динамо». 10 березня 2022 року контракт Гагнідзе з «Уралом» був призупинений до 30 червня 2022 року (тобто до закінчення терміну його оренди) відповідно до спеціального регламенту ФІФА, пов'язаного з російським вторгненням в Україну.

### Збірна
З 2019 року Лука Гагнідзе виступав за юнацькі збірні Грузії.
З 2021 році захищає кольори молодіжної збірної Грузії.

## Досягнення
Динамо (Тбілісі)
 Чемпіон Грузії: 2020